# Lithobius femorosulcatus
Lithobius femorosulcatus är en mångfotingart som beskrevs av J.R. Eason 1986. Lithobius femorosulcatus ingår i släktet Lithobius och familjen stenkrypare.
Artens utbredningsområde är Thailand. Inga underarter finns listade i Catalogue of Life.